# Rainer Adrion
 Rainer Adrion (Stuttgart, 10 december 1953) is een voormalig Duits profvoetballer. Hij is sinds 2009 actief als bondscoach van Duitsland -21.

## Trainerscarrière
Nadat hij bij VfB Stuttgart actief was als speler, begon hij in 1992 zijn trainerscarrière bij SpVgg Unterhaching. Tussen 1996-1998 was hij assistent-trainer bij VfB Stuttgart. In 1999 was hij zelfs even interim-trainer. Tussen 2004 en 2009 was hij coach bij VfB Stuttgart II, het tweede elftal van VfB Stuttgart. In 2009 volgde hij Horst Hrubesch op als bondscoach van Duitsland –21.

## Privé
Adrion heeft twee zonen, Benjamin en Nico. Benjamin haalde het tweede elftal van VfB Stuttgart en speelde later nog voor Eintracht Braunschweig en St. Pauli.